# コンウェイ (アーカンソー州)
コンウェイ（Conway）は、アメリカ合衆国アーカンソー州のフォークナー郡にある都市。
人口は6万4134人（2020年）。アーカンソー中央大学（UCA）、ヘンドリックス大学、セントラルバプテスト大学が立地する学園都市である。州都リトルロックの北50キロメートルに位置しており、リトルロック都市圏に含まれる。

## 歴史
文化闘争によってドイツ帝国を追放されたカトリック教徒によって開拓された町である。このため市内にはドイツ語由来の通り名が多い。鉄道駅を中心に街は発展したが、現在は鉄道の旅客輸送は行われていない。
近年、コンウェイの人口は増加傾向にある。2023年には、人口増加率が前年比2.9%増加しており、この数字はアーカンソー州内で最高、また全米で38位となっている。

## 教育
コンウェイは州内有数の学園都市であり、州立大学であるアーカンソー中央大学（UCA）、私立のヘンドリックス大学、セントラルバプテスト大学が立地している。そのためコンウェイ市民の平均年齢は27.3歳と極めて若く、また学士号取得率も40％と高くなっている。

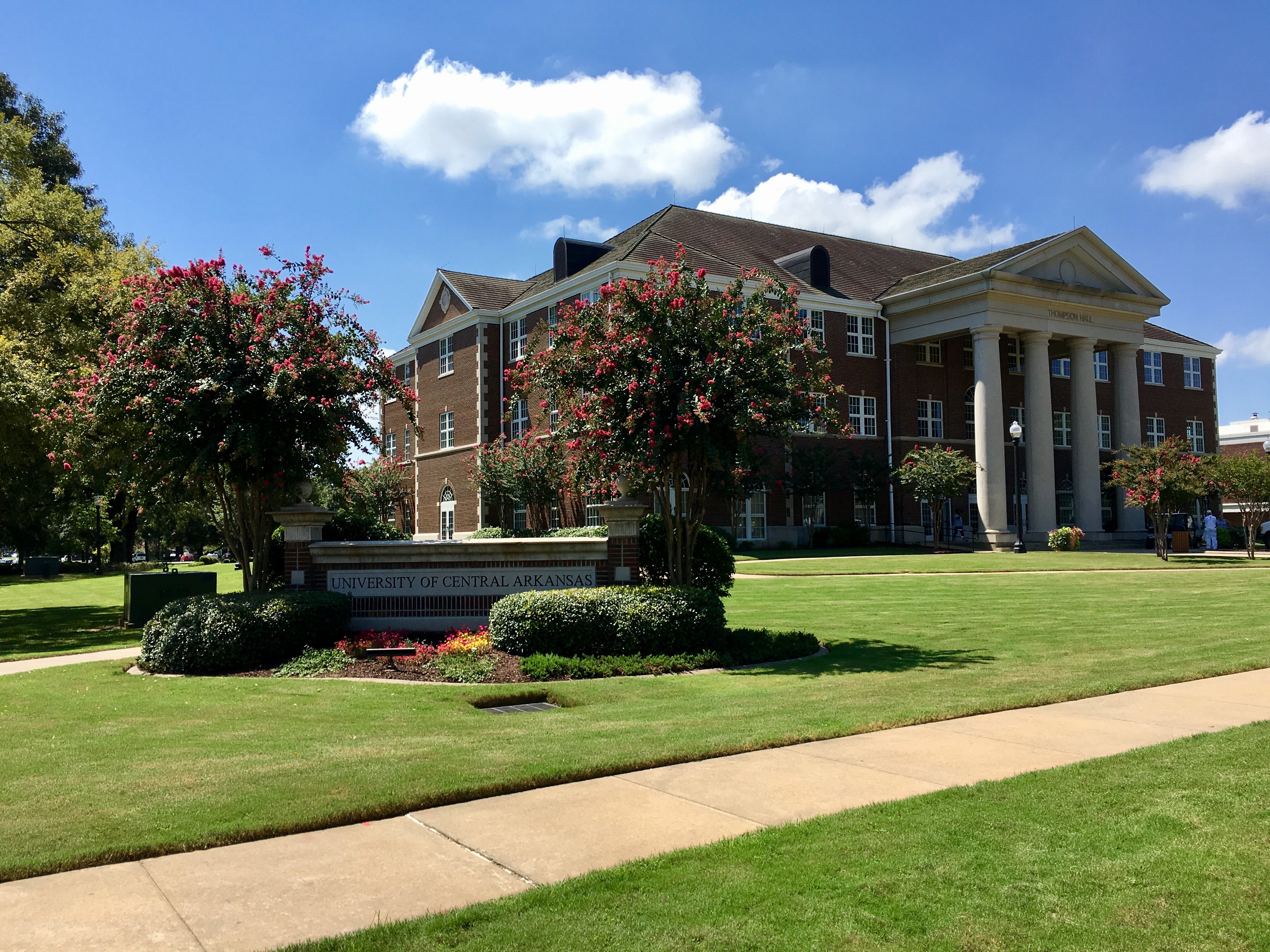
UCA

## 交通
市内には全米を東西に横断する州間高速道路40号線が通っているほか、同じくアーカンソー州を東西に横断する国道64号線、アーカンソー州を南北に縦断する国道65号線が通っている。
公共交通機関として、Rock Region Metroが2022年よりマイクロトランジットシステムを導入。

## 日本との繋がり
コンウェイには、兵庫県小野市に本社を有するトクセン工業株式会社の現地法人であるTOKUSEN U.S.A., Inc.の生産拠点がある。